# Il turco in Italia
Il turco in Italia (em português: O turco na Itália) é um melodrama cômico (ópera-bufa) em dois atos, criado por Gioachino Rossini, com libreto do italiano Felice Romani. A estreia ocorreu no Teatro alla Scala de Milão, no dia 14 de agosto de 1814.